# Visir (antico Egitto)

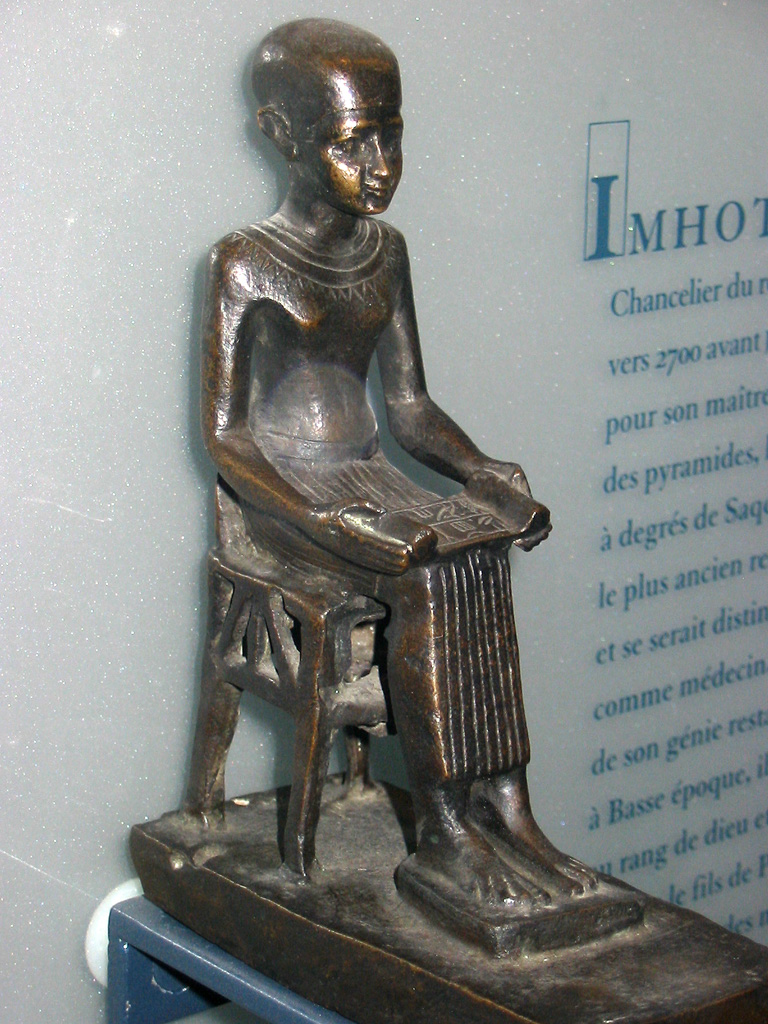
Statuetta bronzea di Imhotep, visir della III dinastia, oggi al Louvre

Il visir era una carica nell'antico Egitto.
Il termine (dal medio persiano vičir, "rappresentante") è nato in realtà molto più tardi, per indicare un alto funzionario presso la corte dei vari imperi islamici, presso un califfo, un sultano o un emiro. Nonostante quindi costituisca un anacronismo, il termine viene nondimeno utilizzato e universalmente accettato, in campo archeo-storico, per tradurre l'antico egizio ṯaty, termine che indicava, di fatto, il più alto funzionario dell'amministrazione della corte faraonica, secondo solo al sovrano.
La carica, molto antica (risalirebbe alla III dinastia), venne formalmente istituita dal re Snefru della IV dinastia anche se, quanto meno iconograficamente, la figura del visir può già riconoscersi in quello che viene indicato come "porta sandali" nella Tavoletta di Narmer, risalente alla I dinastia.

## Identificazione della figura del visir
Varie e molteplici sono state, nella millenaria storia dell'Egitto Antico, le figure cui associare l'incarico di visir inteso nel senso moderno del termine. Appare chiaro che non tanto alla denominazione possa farsi riferimento per la diversa interpretazione del termine, quanto più agli incarichi ricoperti laddove questi ufficializzino la posizione di preminenza negli affari di stato propria del funzionario con il più alto grado nella gerarchia faraonica.

La dizione tuttavia oggi maggiormente accettata è quella costituita dal gruppo di titoli t3yty z3b ṯ3ty, ovvero taity ḏeb ṯaty per la prima volta attestata in contesto egizio da Heinrich Karl Brugsch. I tre termini sono traducibili con: ṯaity, "colui che cura la porta (o la cortina)"; ḏeb, ovvero "giudice", o comunque un incarico di tipo giuridico; 
| G47 |

ṯaty usato da solo a partire dal Medio Regno ad indicare il termine tradotto con visir.
Il primo a tradurre il termine ṯaty con visir fu invece, nel 1887, Eduard Meyer e la prima ricorrenza certa del termine è attestata su un modello di nave in pietra rinvenuto nelle gallerie della Piramide a gradoni di Djoser e fa riferimento a Menka che viene perciò indicato come il primo visir noto. Perché si incontri analogo riferimento si dovrà attendere l'inizio della IV dinastia e il ṯaty/visir Nefermaat (I). Nella stele detta di Huy e Nebet, da Abido, viene inoltre attestata la titolarietà quale visir di Nebet, suocera del re Pepi I della VI dinastia.
Nel corso dei millenni di storia e delle traduzioni da geroglifici, molteplici sono stati i termini tradotti come visir con riferimento, come detto, alle funzioni espletate; talvolta tali termini sono stati usati, con riferimento a una stessa persona, vuoi in contesti differenti, vuoi nella medesima iscrizione
Tutti i visir della IV dinastia, fino al regno di Sahura, si fregiarono, tra gli altri, del titolo di "figlio del re" corrispondente, in alcuni casi, all'effettiva discendenza regale; in altri si trattava di un semplice titolo onorifico.

### Titolatura di un visir della IV dinastia
A titolo esemplificativo si riporta, nella tabella che segue, l'elenco dei titoli vantati da Kawab, visir durante il regno di Cheope; in questo caso, effettivamente Kawab era figlio del re il che viene sottolineato specificando "figlio del re, del suo corpo":
| Titolo                 | Traduzione                                                       | Indice dei termini p. |
| ---------------------- | ---------------------------------------------------------------- | --------------------- |
| jmy-jz                 | colui che regge l'ufficio, consigliere                           | 247                   |
| jry-pˁt                | nobile, principe ereditario, custode dei nobili                  | 1157                  |
| ˁȝ dwȝw                | assistente di Duau                                               | 1308                  |
| wr dj.w pr ḏḥwty       | il più grande di cinque del tempio di Thot                       | 1471                  |
| ḥȝty-ˁ                 | contabile                                                        | 1858                  |
| ḥm-nṯr srq.t           | prete di Selkis (o Selket)                                       | 2120                  |
| ḥts(?) Jnpw ...        | (termine non leggibile, ma riferito ad Anubi)                    | 2501                  |
| ḫrp jȝw.t nbw.t nṯrw.t | direttore di tutti gli uffici divini                             | 2541                  |
| ẖry-ḥbt ḥry-tp         | capo dei preti lettori, prete lettore in carica                  | 2860                  |
| zȝ nswt                | figlio del re                                                    | 2911                  |
| zȝ nswt n ẖt.f         | figlio del re, del suo corpo                                     | 2912                  |
| zȝ nswt smsw           | figlio maggiore del re                                           | 2913                  |
| zȝ nswt n ẖt.f smsw    | figlio maggiore del re, del suo corpo                            | 2914                  |
| smr wˁty n(y) mrwt     | unico compagno                                                   | 3277                  |
| tȝyty zȝb ṯȝty         | colui che cura la porta (o cortina), capo della giustizia, visir | 3706                  |
| wr 10 šmˁ              | il più grande dei dieci dell'Alto Egitto                         | 1437                  |

## Le incombenze del visir

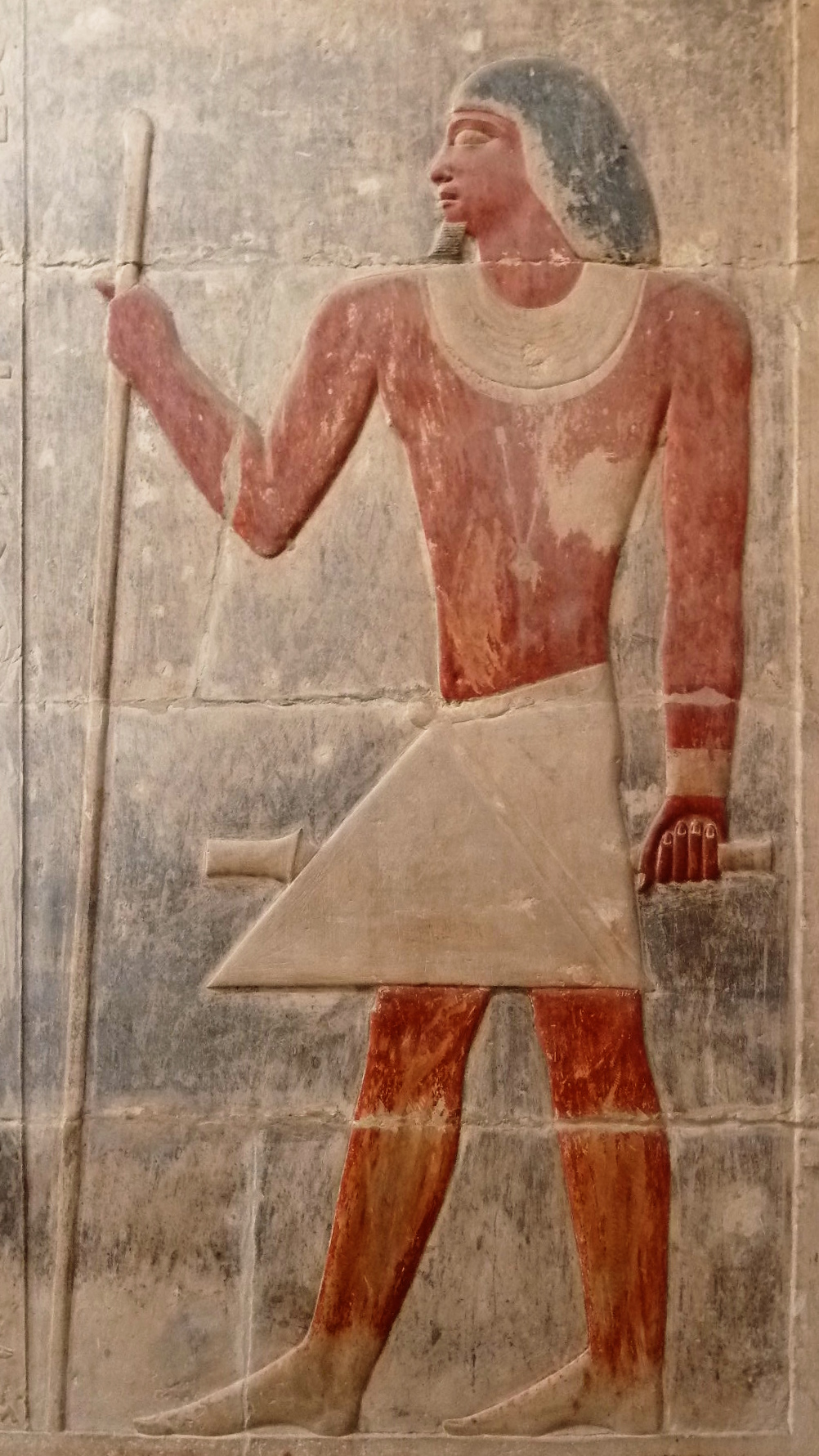
Il visir Kagemni - V e VI dinastia (dalla tomba LS10 di Saqqara)

Le incombenze del ṯaty/visir alla corte faraonica erano molteplici e coprivano un ampio raggio delle attività di governo: ricoprendo la carica di "Ministro dell'Interno" e "degli Esteri", a lui competeva la responsabilità dei rapporti con i nomarchi, ovvero i governatori delle provincie in cui era suddiviso l'Egitto antico; competevano ancora al visir il reclutamento militare; il censimento della popolazione e dei beni da sottoporre a tassazione; le spartizioni territoriali e il ripristino dei confini delle proprietà resi di difficile individuazione dopo le inondazioni annuali; il comando della polizia; la supervisione sulle corporazioni dei lavoratori; il ricevimento delle delegazioni straniere, come peraltro dimostrato anche dalle molte rappresentazioni parietali delle Tombe dei Nobili della Necropoli di Tebe.
Per diffondere le sue disposizioni, si avvaleva di uput, ovvero messaggeri, che erano, tuttavia, suoi veri e propri emissari e ispettori per i territori più lontani.
Come "Ministro della Giustizia" presiedeva la corte Suprema e diversi Consigli dei Funzionari.
In qualità di "Direttore delle Finanze", riceveva ogni mattina il "Custode dei Sigilli" che gli rendicontava la gestione del tesoro e dei tributi, anche provenienti dai Paesi vassalli o con cui, comunque, l'Egitto aveva rapporti economici, ricevuti.
Dato il potere, le enormi responsabilità e il rigido protocollo che doveva sempre seguire, era considerato "sapiente tra i sapienti" e, specie nell'Antico Regno, veniva scelto tra i parenti più prossimi del regnante (figli, fratelli, nipoti). Durante il Nuovo Regno la possibilità di potersi candidare si estese anche ai funzionari che si fossero dimostrati particolarmente dotati e che avessero salito la scala gerarchica rapidamente grazie alle proprie qualità; in questo frangente presero piede, peraltro, i "profeti" di Amon, ovvero i sacerdoti di massimo grado della divinità. Nello stesso periodo si ebbero talvolta due visir, uno per il Basso e l'altro per l'Alto Egitto.
A dimostrazione dell'importanza e del prestigio goduto dai visir, in ogni momento della Storia dell'antico Egitto, si consideri la figura di Imhotep che servì sotto il re Djoser della III dinastia: fu anche architetto (sua la progettazione e la costruzione della Piramide a Gradoni a Saqqara) e raggiunse il culmine della sua gloria nel Periodo Tardo (circa 600 a.C.) quando fu divinizzato come dio guaritore tanto da essere assimilato ad Asclepio e, con il nome di Imuthes, fu considerato figlio di Efesto e di una donna mortale (Khrotianakh).
Considerata una figura della massima importanza anche sotto il profilo sapienziale, quale "sapiente tra i sapienti", veniva data particolare importanza ai cosiddetti insegnamenti derivanti dai visir; famosi sono quelli del visir Ptahhotep., della V dinastia, rivolti al figlio Akhethotep,a sua volta visir, tra i quali si legge: 
(da 'I consigli del saggio egizio Ptahotep)

## Elenco dei visir
Negli elenchi che seguono sono riportati i nominativi di personaggi che, indipendentemente dall'epiteto usato, sono stati nel tempo identificati come "visir".

### Antico Regno
| Nome                               | Periodo        | Regno                                       | Dinastia                               | Note |
| ---------------------------------- | -------------- | ------------------------------------------- | -------------------------------------- | --- |
| Menks                              | Antico Regno   | Ninetjer (?)                                | II dinastia (?)                        | Primo visir di cui sia attestato il titolo |
| Imhotep                            | Antico Regno   | Djoser                                      | III dinastia                           | l'individuazione del nome (Imhotep) è più tarda, si vedano anche Ankh-haf, Babaf, Nefermaat e Dusenre                                                 |
|                                    |                |                                             |                                        | |
| Kagemni (I)                        | Antico Regno   | Huni e Snefru                               | IV dinastia                            | [ 16 ] |
| Nefermaat                          | Antico Regno   | Snefru                                      | IV dinastia                            | figlio di Snefru e padre del visir Hemiunu, fratello di Rahotep e Ranefer                                                                             |
| Hemiunu                            | Antico Regno   | Cheope                                      | IV dinastia                            | figlio di Nefermaat; a lui viene leggendariamente assegnata la progettazione della piramide di Cheope                                                 |
| Kawab                              | Antico Regno   | Cheope                                      | IV dinastia                            | figlio maggiore di Cheope e della regina Meritites I                                                                                                  |
| Minkhaf I                          | Antico Regno   | da Cheope a Chefren                         | IV dinastia                            | figlio di Cheope e, probabilmente, della regina Henutsen; fratello di Chefren e fratellastro del re Djedefra                                          |
| Khufukhaf                          | Antico Regno   | da Cheope alla fine della IV dinastia       | IV dinastia                            | figlio di Cheope |
| Ankhhaf                            | Antico Regno   | Chefren                                     | IV dinastia                            | figlio di Snefru |
| Nefermaat (II)                     | Antico Regno   | Chefren                                     | IV dinastia                            | nipote di Snefru e di Nefermaat (I) |
| Nebemakhet                         | Antico Regno   | da Chefren a Micerino, o poco dopo          | IV dinastia                            | figlio Chefren e della regina Meresankh III; fratello del re Micerino e dei visir Iunmin, Duaenra e Nikhaura                                          |
| Nikhaura                           | Antico Regno   | da Chefren alla fine della IV dinastia      | IV dinastia                            | figlio Chefren e della regina Meresankh III; fratello del re Micerino e dei visir Iunmin, Duaenra e Nebemakhet                                        |
| Duaenra                            | Antico Regno   | da Chefren alla fine della IV dinastia      | IV dinastia                            | figlio Chefren e della regina Meresankh III; fratello del re Micerino e dei visir Iunmin, Nikhaura e Nebemakhet                                       |
| Sekhemkara                         | Antico Regno   | da Chefren agli inizi della V dinastia      | IV-V dinastia                          | figlio di Micerino o, forse, di Chefren e della regina Hekenuhedjet                                                                                   |
| Khanufer                           | Antico Regno   | avanzata IV dinastia o dopo                 | IV (?) dinastia                        | figlio di Nefermaat I, visir, e di Itet; nipote di Snefru                                                                                             |
| Ankhmaatra                         | Antico Regno   | fine IV dinastia                            | IV dinastia                            | figlio di Chefren |
| Iunmin (I)                         | Antico Regno   | fine IV dinastia                            | IV dinastia                            | probabilmente figlio di Chefren |
| Babaf (II)                         | Antico Regno   | Shepseskaf                                  | IV dinastia                            | nipote di Chefren |
|                                    |                |                                             |                                        | |
| Werbauba                           | Antico Regno   | Sahura                                      | V dinastia                             | [ 26 ] |
| Washptah (Isi)                     | Antico Regno   | Neferirkara Kakai                           | V dinastia                             | [ 27 ] |
| nome perso (forse Seshahotep Heti) | Antico Regno   | Userkaf e Sahura                            | V dinastia                             | [ 28 ] |
| Minnefer                           | Antico Regno   | Niuserra                                    | V dinastia                             | [ 29 ] |
| Ptahshepses                        | Antico Regno   | metà V dinastia                             | V dinastia                             | [ 30 ] |
| Pehnuikha                          | Antico Regno   | metà V dinastia o dopo                      | V dinastia                             | [ 31 ] |
| Ptahhotep                          | Djedkara Isesi | metà V dinastia o dopo                      | V dinastia                             | tomba D62 della necropoli di Saqqara |
| Ptahhotep                          | Antico Regno   | metà V dinastia o dopo                      | V dinastia                             | [ 33 ] |
| Ptahhotep-Desher                   | Antico Regno   | Menkauhor o Djedkara Isesi                  | metà V dinastia o dopo                 | [ 32 ] |
| Kai                                | Antico Regno   | metà V dinastia o dopo                      | V dinastia                             | [ 34 ] |
| Thenti                             | Antico Regno   | metà V dinastia o dopo                      | V dinastia                             | [ 35 ] |
| Seshemnefer (III)                  | Antico Regno   | Djedkara Isesi                              | V dinastia                             | [ 36 ] |
| Ptahhotep (I)                      | Antico Regno   | Djedkara Isesi                              | V dinastia                             | ritenuto l'autore de "L'insegnamento del saggio egizio Ptahotep"                                                                                      |
| Rashepses                          | Antico Regno   | Djedkara Isesi                              | V dinastia                             | [ 38 ] |
| Senezemib (Inti)                   | Antico Regno   | Djedkara Isesi                              | V dinastia                             | [ 39 ] |
| Akhetihotep                        | Antico Regno   | Djedkara Isesi - Unis                       | V dinastia                             | figlio del visir Ptahhotep I ritenuto autore de "L'insegnamento del saggio egizio Ptahotep"                                                           |
| Ptahhotep (II) (Thefi)             | Antico Regno   | Djedkara Isesi - Unis                       | V dinastia                             | [ 41 ] |
| Senezemib (Mebi)                   | Antico Regno   | Unis                                        | V dinastia o inizi VI                  | forse genero di Unis o dei Djhedkhara Isesi |
| Sekhemankhptah                     | Antico Regno   | tarda V dinastia o VI dinastia              | V dinastia                             | datazione incerta, forse genero di un sovrano |
| Akhtihotep (Hemi)                  | Antico Regno   | fine V dinastia o inizi della VI            | V/VI dinastia                          | [ 44 ] |
| Tepemankh (I)                      | Antico Regno   | fine V dinastia o VI                        | V/VI dinastia                          | [ 45 ] |
|                                    |                |                                             |                                        | |
| Kagemni (Memi, Gemni)              | Antico Regno   | Teti                                        | VI dinastia                            | Tomba LS10 della necropoli di Saqqara; genero di re Teti                                                                                              |
| Mereruka                           | Antico Regno   | Teti                                        | VI dinastia                            | Tomba Mereruka Meri della necropoli di Saqqara; genero di re Teti                                                                                     |
| Khentkha (Ikhekhi)                 | Antico Regno   | Pepi I                                      | VI dinastia                            | Tomba Khentkha Ikhekhi della necropoli di Saqqara |
| Rawer                              | Antico Regno   | probabilmente Pepi I                        | VI dinastia (o tarda VI dinastia)      | Tomba Rawer della necropoli di Saqqara |
| Meryteti (Meri)                    | Antico Regno   | Pepi I o dopo                               | VI dinastia                            | Tomba Rawer della necropoli di Saqqara, nipote di Teti, figlio del visir Mereruka                                                                     |
| Iunmin (II)                        | Antico Regno   | Pepi I                                      | VI dinastia                            | |
| Nebet [donna]                      | Antico Regno   | Pepi I                                      | VI dinastia                            | suocera di Pepi I e prima donna a ricoprire l'incarico di visir; perché si abbia un'altra donna con tale incarico si dovrà attendere la XXVI dinastia |
| Djau                               | Antico Regno   | Pepi I                                      | VI dinastia                            | cognato di Pepi I, figlio di Nebet |
| Qar                                | Antico Regno   | Pepi I                                      | VI dinastia                            | |
| Merefnebef (Unis-Ankh, Fefi)       | Antico Regno   | Teti - Pepi I                               | VI dinastia                            | |
| Mehu                               | Antico Regno   | Pepi I o dopo                               | VI dinastia                            | Tomba Mehu della necropoli di Saqqara |
| Ankhmahor (Sesi)                   | Antico Regno   | inizi VI dinastia                           | VI dinastia                            | Tomba Ankhmahor Sesi della necropoli di Saqqara |
| Neferseshemra (Sheshi)             | Antico Regno   | inizi VI dinastia                           | VI dinastia                            | [ 54 ] |
| Nufer Idu (I)                      | Antico Regno   | inizi VI dinastia                           | VI dinastia                            | [ 55 ] |
| Imameryra (Imapepy)                | Antico Regno   | Pepi II                                     | VI dinastia                            | Tomba M.XIII della necropoli di Saqqara |
| Ihykhent                           | Antico Regno   | Pepi II                                     | VI dinastia                            | [ 57 ] |
| Nihebsed-Neferkhara                | Antico Regno   | Pepi II                                     | VI dinastia                            | Tomba M.XIII della necropoli di Saqqara |
| Khabaukhnum (Biu)                  | Antico Regno   | Pepi II                                     | VI dinastia                            | Tomba M.XIV della necropoli di Saqqara |
| Khenu                              | Antico Regno   | Pepi II                                     | VI dinastia                            | Tomba 83 [D6] [S907] della necropoli di Saqqara |
| Shanay                             | Antico Regno   | Pepi II                                     | VI dinastia                            | [ 60 ] |
| Teti                               | Antico Regno   | Pepi II                                     | VI dinastia                            | [ 61 ] |
| Mereri                             | Antico Regno   | tarda VI dinastia                           | VI dinastia                            | Tomba Mereri della necropoli di Saqqara |
| Thetu                              | Antico Regno   | probabilmente tarda VI dinastia             | VI dinastia                            | [ 63 ] |
| Sesi                               | Antico Regno   | fine VI dinastia o Primo Periodo Intermedio | VI dinastia - Primo Periodo Intermedio | Tomba Ankhmahor Sesi della necropoli di Saqqara |
| Iynefert                           | Antico Regno   | VI dinastia                                 | VI dinastia                            | Tomba Iynefert della necropoli di Saqqara |
| Ihy                                | Antico Regno   | VI dinastia                                 | VI dinastia                            | Tomba Ihy della necropoli di Saqqara |
| Niankhba                           | Antico Regno   | VI dinastia                                 | VI dinastia                            | Tomba Niankhba della necropoli di Saqqara |
| Nebkhauhor (Idu)                   | Antico Regno   | VI dinastia                                 | VI dinastia                            | Tomba Nebkhauhor della necropoli di Saqqara |
| Neferseshem-seshet (Khenu)         | Antico Regno   | VI dinastia                                 | VI dinastia                            | Tomba E11 della necropoli di Saqqara |
|                                    |                |                                             |                                        | |
| Shemay                             | Antico Regno   | Neferkauhor Khu Hepu - Neferirkara          | VII-VIII dinastia                      | nomarca di Copto e genero di Neferkauhor |
| Idi                                | Antico Regno   | Pepi II                                     | VIII dinastia                          | figlio di Shemay |

### Medio Regno e Secondo Periodo Intermedio
| Nome              | Periodo                    | Regno                       | Dinastia                       | Note                                                                                               |
| ----------------- | -------------------------- | --------------------------- | ------------------------------ | -------------------------------------------------------------------------------------------------- |
| Beby              | Medio Regno                | Montuhotep II               | XI dinastia                    | |
| Dagi              | Medio Regno                | Montuhotep II               | XI dinastia                    | |
| Amenemhat         | Medio Regno                | Montuhotep II               | XI dinastia                    | diverrà re con il nome di Amenemhat I e sarà il primo della XII dinastia                           |
|                   |                            |                             |                                | |
| Ipi               | Medio Regno                | Amenemhat I                 | XII dinastia                   | |
| Antefoqer         | Medio Regno                | Amenemhat I - Sesostri I    | XII dinastia                   | un'iscrizione nel Wadi el-Hudi lo indica come impegnato in una missione militare nella Bassa Nubia |
| Senusret          | Medio Regno                | Sesostri I - Amenemhat II   | XII dinastia                   | |
| Ameny             | Medio Regno                | Sesostri I                  | XII dinastia                   | [ 70 ]                                                                                             |
| Amenemhat-Ankh    | Medio Regno                | Amenemhat II (?)            | XII dinastia                   | [ 71 ]                                                                                             |
| Siese             | Medio Regno                | Amenemhat II                | XII dinastia                   | |
| Nebit             | Medio Regno                | Sesostri III                | XII dinastia                   | |
| Sebkhemet         | Medio Regno                | forse Sesostri III          | XII dinastia                   | [ 72 ]                                                                                             |
| Khnumhotep        | Medio Regno                | Sesostri III                | XII dinastia                   | [ 73 ]                                                                                             |
| Khety             | Medio Regno                | Amenemhat III               | XII dinastia                   | |
| Zamonth           | Medio Regno                | Amenemhat III               | XII dinastia                   | [ 71 ]                                                                                             |
| Senewosret-Ankh   | Medio Regno                | (?)                         | fine XII e inizi XIII dinastia | |
|                   |                            |                             |                                | |
| Khenmes           | Secondo Periodo Intermedio | (?)                         | XIII dinastia                  | [ 71 ]                                                                                             |
| Ankhu             | Secondo Periodo Intermedio | Khendjer                    | XIII dinastia                  | [ 74 ]                                                                                             |
| Resseneb          | Secondo Periodo Intermedio | ?                           | XIII dinastia                  | figlio di Ankhu                                                                                    |
| Iymeru            | Secondo Periodo Intermedio | ?                           | XIII dinastia                  | figlio di Ankhu                                                                                    |
| Neferkhara Iymeru | Secondo Periodo Intermedio | Sobekhotep IV               | XIII dinastia                  | |
| Sobkha (Bebi)     | Secondo Periodo Intermedio | (?)                         | XIII dinastia                  | |
| Ibiaw             | Secondo Periodo Intermedio | Ibiaw Wahibre o Ay          | XIII dinastia                  | [ 76 ] [ 77 ] [ 78 ]                                                                               |
| Sonbhenaf         | Secondo Periodo Intermedio | Ibiaw Wahibre, Ay o Djehuti | (?)                            | [ 78 ]                                                                                             |
| Aya               | Secondo Periodo Intermedio | Sobekhotep VI               | XIII dinastia                  | [ 78 ]                                                                                             |
| Ayameru           | Secondo Periodo Intermedio | (?)                         | (?)                            | figlio minore di Aya, gli successe come desumibile dalla Stele giuridica                           |

### Nuovo Regno
| Nome                           | Periodo     | Regno                                                | Dinastia                   | Note                                                                                           |
| ------------------------------ | ----------- | ---------------------------------------------------- | -------------------------- | ---------------------------------------------------------------------------------------------- |
| Tetinefer                      | Nuovo Regno | Ahmose I                                             | XVIII dinastia             | visir del nord (Menfi)                                                                         |
| Imhotep                        | Nuovo Regno | Thutmosi I                                           | XVIII dinastia             | visir del sud                                                                                  |
| Aakheperreseneb                | Nuovo Regno | Thutmosi I                                           | XVIII dinastia             | visir del sud                                                                                  |
| Amethu (Ahmose)                | Nuovo Regno | Thutmosi I - Hatshepsut                              | XVIII dinastia             | visir del sud                                                                                  |
| Hapuseneb                      | Nuovo Regno | Hatshepsut                                           | XVIII dinastia             | visir del sud                                                                                  |
| Amethu (Ahmose)                | Nuovo Regno | Thutmosi II - Hatshepsut - Thutmosi III              | XVIII dinastia             | visir del sud                                                                                  |
| Useramon                       | Nuovo Regno | Hatshepsut - Thutmosi III                            | XVIII dinastia             | visir del sud                                                                                  |
| Neferweben                     | Nuovo Regno | Thutmosi III                                         | XVIII dinastia             | [ 79 ]                                                                                         |
| Rekhmira                       | Nuovo Regno | Thutmosi III                                         | XVIII dinastia             | visir del sud                                                                                  |
| Amenemipet (Pairy)             | Nuovo Regno | Amenhotep II - Thutmosi IV                           | XVIII dinastia             | visir del sud                                                                                  |
| Seny                           | Nuovo Regno | Thutmosi IV                                          | XVIII dinastia             | visir del sud                                                                                  |
| Thutmosi                       | Nuovo Regno | Thutmosi IV                                          | XVIII dinastia             | visir del nord                                                                                 |
| Ptahmosi                       | Nuovo Regno | Thutmosi IV                                          | XVIII dinastia             | [ 80 ]                                                                                         |
| Ptahmosi                       | Nuovo Regno | Amenhotep III                                        | XVIII dinastia             | visir del sud                                                                                  |
| Dhutmosi                       | Nuovo Regno | Amenhotep III                                        | XVIII dinastia             | visir del nord                                                                                 |
| Amenhotep-Huy                  | Nuovo Regno | Amenhotep IV                                         | XVIII dinastia             | visir del nord                                                                                 |
| Aperir                         | Nuovo Regno | probabilmente Amenhotep IV/Akhenaton                 | XVIII dinastia             | Tomba Aperir della necropoli di Saqqara                                                        |
| (?)                            | Nuovo Regno | tarda XVIII dinastia o Periodo ramesside             | XVIII/XIX/XX dinastia      | [ 83 ]                                                                                         |
| Ramose                         | Nuovo Regno | Amenhotep IV/Akhenaton                               | XVIII dinastia             | visir del sud                                                                                  |
| Nakhtpaaten                    | Nuovo Regno | Amenhotep IV/Akhenaton                               | XVIII dinastia             | visir del sud                                                                                  |
| Pentu                          | Nuovo Regno | Tutankhamon                                          | XVIII dinastia             | visir del sud                                                                                  |
| Usermontu                      | Nuovo Regno | Tutankhamon                                          | XVIII dinastia             | visir del sud                                                                                  |
| Ay (?)                         | Nuovo Regno | Tutankhamon                                          | XVIII dinastia             | visir del sud, succederà a Tutankhamon come faraone                                            |
| Pramessu                       | Nuovo Regno | Horemheb                                             | XVIII dinastia             | visir del sud, succederà a Horemheb come faraone con il nome di Ramses I                       |
| Nebamon                        | Nuovo Regno | Horemheb - Sethy I                                   | XVIII - XIX dinastia       | visir del nord                                                                                 |
|                                |             |                                                      |                            |                                                                                                |
| Sethy (principe)               | Nuovo Regno | Ramses I                                             | XIX dinastia               |                                                                                                |
| Hatiay                         | Nuovo Regno | Sethy I - Ramses II                                  | XIX dinastia               | visir del nord                                                                                 |
| Paser                          | Nuovo Regno | Sethy I o Ramses II                                  | XIX dinastia               | [ 84 ]                                                                                         |
| Nehi                           | Nuovo Regno | Ramses II                                            | XIX dinastia               | visir del sud                                                                                  |
| Khay                           | Nuovo Regno | Ramses II                                            | XIX dinastia               | visir del sud (anni 27-45 del regno di Ramses II)                                              |
| Thutmose                       | Nuovo Regno | Ramses II                                            | XIX dinastia               | visir del sud (anni 45-50 del regno di Ramses II)                                              |
| Parahotep (I) (Rahotep)        | Nuovo Regno | Ramses II                                            | XIX dinastia               | Tomba Parahotep della necropoli di Saqqara; visir del nord (anni 40-50 del regno di Ramses II) |
| Parahotep (II)                 | Nuovo Regno | Ramses II                                            | XIX dinastia               | Tomba Parahotep della necropoli di Saqqara; visir del nord (anni 50 del regno di Ramses II)    |
| Neferronpet                    | Nuovo Regno | Ramses II                                            | XIX dinastia               | Tomba Neferronpet della necropoli di Saqqara; visir del sud (anni 50 del regno di Ramses II)   |
| Panehesy                       | Nuovo Regno | Merenptah                                            | XIX dinastia               | visir del sud                                                                                  |
| Pensekhmet                     | Nuovo Regno | Merenptah                                            | XIX dinastia               | visir del sud (anno 8 di regno di Merenptah)                                                   |
| Merysekhmet                    | Nuovo Regno | Merenptah                                            | XIX dinastia               | visir del sud (anno 3 di regno di Merenptah -?-)                                               |
| Amenmose                       | Nuovo Regno | Sethy II - Amenmesse                                 | XIX dinastia               | visir del sud                                                                                  |
| Khaemtir                       | Nuovo Regno | Sethy II - Amenmesse                                 | XIX dinastia               | visir del sud                                                                                  |
| Paraemheb                      | Nuovo Regno | Sethy II - Amenmesse                                 | XIX dinastia               | visir del sud                                                                                  |
| Hori (II)                      | Nuovo Regno | Sethy II - Siptah - Twosret - Sethnakht - Ramses III | XIX dinastia - XX dinastia | Tomba Hori della necropoli di Saqqara                                                          |
|                                |             |                                                      |                            |                                                                                                |
| Iuty                           | Nuovo Regno | (?)                                                  | XX dinastia                | visir del nord (?)                                                                             |
| Nehy                           | Nuovo Regno | Ramses III                                           | XX dinastia                |                                                                                                |
| Hewernef                       | Nuovo Regno | Ramses III                                           | XX dinastia                | visir del sud                                                                                  |
| To                             | Nuovo Regno | Ramses III                                           | XX dinastia                | visir del sud                                                                                  |
| Neferronpet                    | Nuovo Regno | Ramses IV - Ramses VI                                | XX dinastia                | Tomba Neferronpet della necropoli di Saqqara                                                   |
| Nehy                           | Nuovo Regno | Ramses VI                                            | XX dinastia                | figlio di Neferronpet                                                                          |
| Monthuhetef (Monthu-hir-hetef) | Nuovo Regno | Ramses IX                                            | XX dinastia                | visir del sud                                                                                  |
| Wennefer                       | Nuovo Regno | Ramses IX                                            | XX dinastia                | visir del sud                                                                                  |
| Nebmarenakht (Saht[a]-Nefer)   | Nuovo Regno | Ramses IX - Ramses X - Ramses XI                     | XX dinastia                |                                                                                                |
| Khaemwaset                     | Nuovo Regno | Ramses IX                                            | XX dinastia                | Tomba Khaemwaset della necropoli di Saqqara; visir del sud                                     |
| Herihor                        | Nuovo Regno | Ramses XI                                            | XX dinastia                | visir del sud                                                                                  |

### Terzo Periodo Intermedio
| Nome                | Periodo                  | Regno                      | Dinastia                       | Note                                                    |
| ------------------- | ------------------------ | -------------------------- | ------------------------------ | ------------------------------------------------------- |
| Herihor             | Terzo Periodo Intermedio | Smendes I                  | XXI dinastia                   | visir del sud                                           |
| Pinedjem I          | Terzo Periodo Intermedio | Smendes I                  | XXI dinastia                   | visir del sud                                           |
| Amonhirpamesha      | Terzo Periodo Intermedio | Psusennes I                | XXI dinastia                   | visir del sud                                           |
| Neseramon (A)       | Terzo Periodo Intermedio | Siamon                     | XXI dinastia                   | visir del sud                                           |
| Padimut (A)         | Terzo Periodo Intermedio | Sheshonq I                 | XXII dinastia - XXIII dinastia | visir del sud                                           |
|                     |                          |                            |                                |                                                         |
| Ia-o                | Terzo Periodo Intermedio | Osorkon I                  | XXII - XXIII dinastia          | visir del sud                                           |
| Rudpamut            | Terzo Periodo Intermedio | Takelot I                  | XXII - XXIII dinastia          | visir del sud                                           |
| Hori                | Terzo Periodo Intermedio | Takelot II                 | XXII - XXIII dinastia          | visir del sud                                           |
| Nespakheshuty (A)   | Terzo Periodo Intermedio | Takelot II                 | XXII - XXIII dinastia          | visir del sud                                           |
| Harsiesi (D)        | Terzo Periodo Intermedio | Sheshonq III               | XXII - XXIII dinastia          | visir del sud                                           |
| Hor (VIII)          | Terzo Periodo Intermedio | Sheshonq III               | XXII - XXIII dinastia          | visir del sud                                           |
| Pentyefankh         | Terzo Periodo Intermedio | Pedubast I                 | XXII - XXIII dinastia          | visir del sud                                           |
| Harsiesi (E)        | Terzo Periodo Intermedio | Sheshonq III - Sheshonq IV | XXII - XXIII dinastia          | visir del sud                                           |
| Djedkhonsefankh (E) | Terzo Periodo Intermedio | Sheshonq III - Osorkon III | XXII - XXIII dinastia          | visir del sud                                           |
| Nakhtefmut (C)      | Terzo Periodo Intermedio | Sheshonq III - Osorkon III | XXII - XXIII dinastia          | visir del sud                                           |
| Hor-x               | Terzo Periodo Intermedio | Osorkon III                | XXII - XXIII dinastia          | visir del sud; figlio di Nakhtefmut (C)                 |
| Pamiu               | Terzo Periodo Intermedio | Osorkon III                | XXII - XXIII dinastia          | visir del sud; padre di Pakharu e Pediamonet            |
| Pakharu             | Terzo Periodo Intermedio | Takelot III                | XXII - XXIII dinastia          | visir del sud; figlio di Pamiu                          |
| Ankh-Osorkon        | Terzo Periodo Intermedio | Rudamon                    | XXII - XXIII dinastia          | visir del sud                                           |
| Pediamonet          | Terzo Periodo Intermedio | Iuput II                   | XXII - XXIII dinastia          | visir del sud; figlio di Pamiu                          |
| Harsiesi (F)        | Terzo Periodo Intermedio | Iuput II                   | XXII - XXIII dinastia          | visir del sud; padre di Nesmin (A) e, forse, di Pediese |
| Nesmin (A)          | Terzo Periodo Intermedio | Iuput II                   | XXII - XXIII dinastia          | visir del sud; figlio di Harsiesi (F)                   |
| Ankh-Hor            | Terzo Periodo Intermedio | Iuput II                   | XXII - XXIII dinastia          | visir del sud                                           |
| Nespakheshuty (B)   | Terzo Periodo Intermedio | Iuput II                   | XXII - XXIII dinastia          | visir del sud                                           |
| Pediese             | Terzo Periodo Intermedio | Iuput II                   | XXII - XXIII dinastia          | visir del sud; figlio di Harsiesi (F) (?)               |

### Periodo Tardo
| Nome                     | Periodo       | Regno        | Dinastia                     | Note                                                                                                  |
| ------------------------ | ------------- | ------------ | ---------------------------- | --- |
| Khamhor (A)              | Periodo Tardo |              | XXV dinastia                 | visir del sud, figlio di Harsiesi (F), padre di Harsiesi (G) e Nesmin (B), a loro volta visir del sud |
| Harsiesi (G)             | Periodo Tardo |              | XXV dinastia                 | visir del nord, figlio di Khamhor (A)                                                                 |
| Nesmin (B)               | Periodo Tardo |              | XXV dinastia                 | visir del sud, figlio di Khamhor (A)                                                                  |
| Monthuhotep              | Periodo Tardo |              | XXV dinastia                 | visir del nord                                                                                        |
| Nespakhashuty (C)        | Periodo Tardo |              | XXV dinastia - XXVI dinastia | visir del sud, padre di Nespademu, a sua volta visir                                                  |
| Harsiesi (R)             | Periodo Tardo |              | XXV dinastia - XXVI dinastia | visir del nord                                                                                        |
| Nespademu                | Periodo Tardo |              | XXV dinastia - XXVI dinastia | visir del sud, figlio di Nespakhashuty (C), padre di Nespakhashuty (D)                                |
| Nespakhashuty (D)        | Periodo Tardo | Psammetico I | XXV dinastia - XXVI dinastia | visir del sud, figlio di Nespademu e Irterau, la madre; sepolto nella Necropoli di Tebe, tomba TT312  |
| Djedkhara                | Periodo Tardo |              | XXV dinastia - XXVI dinastia | visir del nord                                                                                        |
| Sasobek                  | Periodo Tardo | Psammetico I | XXV dinastia - XXVI dinastia | visir del nord                                                                                        |
| Nasekheperensekhmet      | Periodo Tardo | Psammetico I | XXVI dinastia                | visir del nord                                                                                        |
| Bekenrenef               | Periodo Tardo | Psammetico I | XXVI dinastia                | [ 92 ]                                                                                                |
| Iry                      | Periodo Tardo |              | XXVI dinastia                | visir del sud                                                                                         |
| Djedwebasettiuefankh     | Periodo Tardo |              | XXVI dinastia                | visir del sud                                                                                         |
| Gemenfhorbak             | Periodo Tardo |              | XXVI dinastia                | visir del nord                                                                                        |
| Harsomtusenmhat          | Periodo Tardo |              | XXVI dinastia                | visir del nord                                                                                        |
| Psammetehek-Meryneith    | Periodo Tardo | Amasis       | XXVI dinastia                | visir del nord                                                                                        |
| Horsiesi                 | Periodo Tardo | Amasi        | XXVI dinastia                | visir del nord                                                                                        |
| Psammetehek-soneb        | Periodo Tardo | Amasi        | XXIX dinastia                | [ 93 ]                                                                                                |
| Pedeneit (Pashe(n)tihet) | Periodo Tardo | Nectanebo II | XXX dinastia                 | [ 94 ]                                                                                                |

### Annotazioni
1. ↑  Si veda il lato dritto della Tavoletta.
2. ↑  Il fratello di Heinrich, Émile Brugsch (1824-1930), fu a sua volta egittologo.
3. ↑  Con riferimento, evidentemente alla separazione esistente, fosse solo una tenda, tra il popolo e il dio, ovvero il re.
4. ↑  L’indicativo in numeri romani non sottolinea una progressione storica, ma serve a differenziare personaggi che abbiano lo stesso nome.
5. ↑  Museo egizio (Il Cairo), cat. CG 1578.
6. ↑  Nel suo "Egyptian Studies III Varia Nova", l'egittologo statunitense Henry George Fischer avanzò l'ipotesi, accettata in ambito accademico, che il titolo assegnato a Nebet fosse esclusivamente di tipo onorifico e che i poteri fossero, in realtà, devoluti al marito Huy.
7. ↑  I termini più attestati (traslitterati), in tal senso sono: 
  1. jrj pˁt
  2. smr wˁty
  3. hry-tp nzw.t
  4. jmy-r ḥw.t wr.t
  5. jmy-r k3.t nb.t
  6. jmy-r prwy-ḥḏ
  7. jmy-r šmˁw
  8. jmy-r zs ' nzwt
  9. jmy-r snwty
  10. ˁȝ dwȝw
  11. ḥȝty-ˁ
  12. sdȝwty bjty
  13. wr 5 pr dḥwty
8. ↑  IL geroglifico aker, che rappresenta l'orizzonte, comprende, nella sua rappresentazione artistica, due leoni (là ove nel geroglifico si trovano due montagne) tra loro di spalle; al centro sorge il sole. Tali leoni sono Sef (ieri) e Duau (oggi).
9. ↑  Il termine indica un particolare tipo di medico, denominato anche "incantatore di Selket", "colei che fa respirare la gola" con riferimento ai problemi respiratori causati dai morsi di animali velenosi. Le ricerche archeologiche hanno consentito di identificare circa quaranta kherep Selket, ovvero "capo di Selket", ma solo dodici sa-Selket, "figlio di Selket", la cui funzione medica non è stata bene individuata.
10. ↑  Era compito dei preti "lettori" l'organizzazione delle cerimonie e la recitazione ad alta voce, durante le cerimonie sacre, degli inni previsti. Proprio per tale conoscenza delle invocazioni giuste e corrette, i "lettori" venivano considerati detentori di poteri magici.
11. ↑  Le incombenze che seguono sono ricavate dall'autobiografia esistente nella tomba TT100 del visir Rekhmira.
12. ↑  Vengono linkate figure ministeriali della repubblica italiana solo a scopo prettamente indicativo.
13. ↑  Si vedano, a titolo esemplificativo, le tombe TT55, di Ramose, TT100, di Rekhmira, TT131, di Useramon.
14. ↑  Al contrario di quel che si potrebbe credere, il termine "profeta" non implicava funzioni divinatorie o profetiche giacché deriva, di fatto, dalla traduzione del termine Hem-Netjer egizio, ovvero "servo del Dio".
15. ↑  Vedi anche Massime di Ptahhotep.
16. ↑  L'opera di Porter & Moss, "Topographical Bibliography of Ancient Egyptian Hierogliphic texts, reliefs, and paintings", presa in considerazione per la stesura della voce è così ripartita:
  - Vol. I, parte a., "The Theban Necropolis: private tombs", ed. 1960, da pag. 1 a pag. 494;
  - Vol. I. parte b., "The Theban Necropolis: royal tombs and smaller cemeteries", ed. 1964, da pag. 495 a pag. 887;
  - Vol. II, "Theban Temples", ed. 1972, da pag. 1 a 586;
  - Vol. III, parte a., "Memphis: Abu Rawash to Abusir", ed. 1974, da pag. 1 a pag. 392;
  - Vol. III, parte b., "Memphis: Saqqara ti Dashur", ed. 1981, da pag. 393 a pag. 1014;
  - Vol. IV, "Lower and Middle Egypt: Delta and Cairo to Asyut", ed. 1968, da pag. 1 a pag. 252;
  - Vol. V, "Upper Egypt sites: Deir Rifa to Aswan, excluding Thebes and the temples of Abydos, Dendera, Esna, Edfu, Kom Ombo and Philae, ed. 1962, da pag. 1 a pag. 292;
  - Vol. VI, "Upper Egypt chief Temples: Excluding Thebes: Abydos, Dendera, Esna, Edfu, Kom Ombo and Philae", ed. 1991, da pag. 1 a pag. 264;
  - Vol. VII, "Nubia, the Deserts and outside Egypt", ed. 1975, da pag. 1 a pag. 475.
17. ↑  I numeri romani tra parentesi accanto ad alcuni nomi non hanno valore di collocazione temporale, ma servono a differenziare casi di omonimia.
18. ↑  Eventuali nomi tra parentesi indicano altri nominativi, o nomignoli, con cui i visir venivano chiamati e riportati in testi o rilievi parietali.
19. ↑  Stele n.ro 8 di Uni in una cava di ametista, con cui un re (molto verosimilmente Sesostri I, ma la stele è molto danneggiata) dà incarico al "responsabile della città, il visir e principe, responsabile delle sei grandi corti, Antefoqer" di procedere al trasporto delle ametiste.
20. ↑  La "Stele giuridica" venne rinvenuta nel 1927 durante lavori di consolidamento della Sala Ipostila del tempio di Karnak e reca gli atti di un procedimento civile per mancata restituzione di un debito.

### Fonti
1. ↑  Aldred 1957.
2. ↑  Strudwick 1985,  pp. 300-335.
3. ↑  Brugsch 1867, parte VII, p. 1307.
4. ↑  Meyer 1887,  p. 62.
5. ↑  Lacau 1959,  parte V, tav. I.
6. ↑  Kanawati 1980, p. 31.
7. ↑  Fischer 1874,  pp. 74-75.
8. ↑  Jones 2000.
9. ↑  Halioua 2002, pp. 27-30.
10. ↑  Gardiner 1917, n.ro XXXIX, pp. 31-44.
11. 1 2  Jacq 1997.
12. 1 2 3 4 5  Porter e Moss, Topographical Bibliography of Ancient Egyptian Hierogliphic..., Oxford, Griffith Institute (se non specificato diversamente, le pagine fanno riferimento al Vol. I, parti a. e b. che presentano numerazione pagine progressiva)
13. ↑  Porter & Moss, Vol I/a, p. 404.
14. ↑  Porter & Moss, vol I/b, p. 571 e vol III/b, p. 914.
15. ↑  Porter & Moss, vol III/b, rispettivamente pp. 196, 155, 183, 148. La figura di Imhotep non è strettamente identificabile come visir, benché le mansioni svolte e citate nelle biografie esistenti lo indichino come tale.
16. 1 2 3  Porter & Moss, vol I/a, p. 122.
17. ↑  Porter & Moss, vol I/a-b, pp. 118, 155, 187, 864.
18. ↑  Porter & Moss, vol I/a, p. 195.
19. ↑  Porter & Moss, vol I/a, p. 188.
20. ↑  Porter & Moss, vol I/a, pp. 198, 199, 229, 230.
21. ↑  Porter & Moss, vol I/a, p. 232.
22. ↑  Porter & Moss, vol I/a, p. 233.
23. ↑  Porter & Moss, vol I/a, p. 893.
24. 1 2  Porter & Moss, vol I/a, p. 246.
25. ↑  Porter & Moss, vol I/a, p. 237.
26. ↑  Porter & Moss, vol I/a, p. 327.
27. ↑  Porter & Moss, vol I/a, p. 456.
28. ↑  Porter & Moss, vol I/a, p. 150.
29. ↑  Porter & Moss, vol I/a*-b, pp. 337, 764.
30. ↑  Porter & Moss, vol I/a-b, pp. 337, 340, 571.
31. ↑  Porter & Moss, vol I/a, pp. 482,491.
32. 1 2  Porter & Moss, vol I/a, p. 462.
33. ↑  Porter & Moss, vol I/b, p. 653.
34. ↑  Porter & Moss, vol I/a, p. 479.
35. ↑  Porter & Moss, vol I/a, p. 482.
36. ↑  Porter & Moss, vol I/a, pp. 82, 153.
37. ↑  Porter & Moss, vol I/b, pp. 596, 599, 608.
38. ↑  Porter & Moss, vol I/a, pp. 485, 489, 494, 497.
39. ↑  Porter & Moss, vol I/a, pp. 85, 229.
40. ↑  Porter & Moss, vol I/b, pp. 597, 599, 605.
41. ↑  Porter & Moss, vol I/b, pp. 599, 600, 606.
42. ↑  Porter & Moss, vol I/a, pp. 84, 85, 86, 87, 92, 129.
43. ↑  Porter & Moss, vol I/a, p. 191.
44. 1 2  Porter & Moss, vol I/b, p. 627.
45. ↑  Porter & Moss, vol I/a, p. 483.
46. ↑  Porter & Moss, vol I/b, pp. 521, 546.
47. ↑  Porter & Moss, vol I/b, pp. 525, 546, 569.
48. ↑  Porter & Moss, vol I/b, p. 508.
49. ↑  Porter & Moss, vol I/b, p. 558.
50. ↑  Porter & Moss, vol I/b, p. 536.
51. ↑  Kanawati 2003, p. 173.
52. ↑  Porter & Moss, vol I/b, p. 619.
53. ↑  Porter & Moss, vol I/b, p. 512.
54. ↑  Porter & Moss, vol I/b, p. 511.
55. ↑  Porter & Moss, vol I/a, p. 165.
56. 1 2  Porter & Moss, vol I/b, p. 683.
57. ↑  Porter & Moss, vol I/a, p. 428.
58. ↑  Porter & Moss, vol I/a, p. 684.
59. ↑  Porter & Moss, vol I/a, p. 427.
60. ↑  Porter & Moss, vol I/b, p. 678.
61. ↑  Porter & Moss, vol I/b, p. 684.
62. ↑  Porter & Moss, vol I/b, p. 607.
63. ↑  Porter & Moss, vol I/b, p. 537.
64. ↑  Porter & Moss, vol I/b, p. 689.
65. ↑  Porter & Moss, vol I/b, p. 616.
66. ↑  Porter & Moss, vol I/b, pp. 617, 619.
67. ↑  Porter & Moss, vol I/b, p. 629.
68. ↑  Porter & Moss, vol I/b, p. 585.
69. 1 2  Porter & Moss, vol I/a-b, pp. 428, 678.
70. ↑  Porter & Moss, vol I/b, p. 832.
71. 1 2 3  Grajetzki 2009, p. 169.
72. ↑  Porter & Moss, vol I/b, p. 897.
73. ↑  Porter & Moss, vol I/b, p. 896.
74. ↑  Ryholt 1997.
75. 1 2  Grajetzki 2009, p. 170.
76. ↑  Beckerath 1964.
77. ↑  Beckerath 1997.
78. 1 2 3 4  Ryholt 1997, p. 192.
79. ↑  Porter & Moss, vol I/b, p. 865.
80. ↑  Porter & Moss, vol I/b, pp. 773, 774.
81. ↑  Porter & Moss, vol I/b, pp. 721, 725.
82. ↑  Porter & Moss, vol I/b, p. 562.
83. ↑  Porter & Moss, vol I/b, p. 755.
84. ↑  Porter & Moss, vol I/b, pp. 771, 783, 821, 838.
85. 1 2  Porter & Moss, vol I/b, p. 665.
86. ↑  Porter & Moss, vol I/b, p. 706.
87. ↑  Porter & Moss, vol I/b, pp. 731, 851, 861, 871.
88. ↑  Porter & Moss, vol I/b, p. 861.
89. ↑  Porter & Moss, vol I/b, pp. 707, 860.
90. ↑  Porter & Moss, vol I/b, p. 859.
91. ↑  Kitchen 1986, Tav. 15, p. 483.
92. ↑  Porter & Moss, vol I/b, p. 588.
93. ↑  Porter & Moss, vol I/b, p. 867.
94. ↑  Porter & Moss, vol I/b, p. 591.